# Station Sant Adrià de Besòs
Sant Adrià de Besòs is een station van Cercanías Barcelona. Het is gelegen in de gemeente San Adrián de Besós. Behalve de Rodalies, is het station ook onderdeel van de Trambesòs.

## Lijnen
| Eindbestemming | Vorig station | Lijn | Volgend station | Eindbestemming          |
| -------------- | ------------- | ---- | --------------- | ----------------------- |
| Molins de Rei  | El Clot-Aragó |      | Badalona        | Mataró Maçanet-Massanes |